# Jhabua (Stadt)
Jhabua ist eine Stadt im indischen Bundesstaat Madhya Pradesh. Die Stadt befindet sich im Westen des Bundesstaates und liegt nahe der Grenze zu Gujarat.
Die Stadt ist das Verwaltungszentrum des gleichnamigen Distrikt Jhabua. Jhabua hat den Status einer Municipality. Die Stadt ist in 18 Wards gegliedert.

## Geschichte
Die Stadt war einst die Hauptstadt des Fürstenstaates Jhabua, welcher von 1584 bis 1948 existierte.

## Demografie
Die Einwohnerzahl der Stadt liegt laut der Volkszählung von 2011 bei 35.753. Jhabua hat ein Geschlechterverhältnis von 946 Frauen pro 1000 Männer und damit einen für Indien üblichen Männerüberschuss. Die Alphabetisierungsrate lag bei 86,1 %. Knapp 73 % der Bevölkerung sind Hindus, ca. 14 % sind Muslime, ca. 7 % sind Christen und ca. 6 % gehören einer anderen oder keiner Religion an. 13,5 % der Bevölkerung sind Kinder unter 6 Jahren. 36,7 % der Bevölkerung gehören der Stammesbevölkerung an.